# Günter Menges
Günter Menges (ur. 1929, zm. 1983) – doktor i profesor na wydziale statystyki i ekonometrii na uniwersytecie w Heidelbergu (Niemcy), pracownik instytutu badań porównawczych statystyki ekonomiczno-społecznej (niem: Institut für vergleichende Wirtschafts- und Sozialstatistik) w Heidelbergu oraz instytutu badawczego rynku pacy i rozwoju zawodowego (niem: Institut für Arbeitsmarkt- und Berufsforschung) przy Federalnym Instytucie Pracy w Norymberdze (niem: Bundesanstalt für Arbeit).

## Dorobek
Autor ponad 150 prac, w tym
- Contributions to econometrics and statistics today, Berlin : Springer, 1985
- In memoriam Günter Menges, Heidelberg : Inst. für Internat. Vergleichende Wirtschafts- u. Sozialstatistik, (1983)
- Statistische Hefte, Berlin : Springer Internat., 1983 –
- Drei Studien zur Methodologie der internationalen Statistik, Heidelberg : Inst. für Internat. Vergleichende Wirtschafts- u. Sozialstatistik, (1982)
- The information problem in decision making, Menges, Günter. – Heidelberg : Inst. für Internat. Vgl. Wirtschafts- u. Sozialstatistik, 1982
- Das Prognoseproblem als Entscheidungsproblem bei partieller Information, Huschens, Stefan. – Heidelberg : Inst. für Internat. Vgl. Wirtschafts- u. Sozialstatistik, 1982
- Die Statistik, Menges, Günter. – Wiesbaden : Gabler, 1982
- Probleme internationaler wirtschafts- und sozialstatistischer Vergleiche, Köln : Bund-Verlag, 1981
- Stochastische Unschärfe in den Wirtschaftswissenschaften, Frankfurt/Main : Haag und Herchen, 1981
- Handwörterbuch der mathematischen Wirtschaftswissenschaften / Bd. 2. Ökonometrie und Statistik, 1979
- Makroökonometrische Modelle für die Bundesrepublik Deutschland, Göttingen : Vandenhoeck und Ruprecht, 1978
- Das Heidelberger Modell (und ein paar grundsätzliche Reflexionen), Menges, Günter. – [Heidelberg] : [Univ., Wirtschaftswiss. Fak.], 1977
- Europäische Wirtschaftskunde, Menges, Günter. – Frankfurt am Main : Klostermann, 1977, 2., erw. Aufl.
- Entscheidungen bei unvollständiger Information, Menges, Günter i Edward Kofler – Berlin, Heidelberg, New York : Springer, 1976
- Comparison of decision models and some suggestions, Menges, Günter. – Heidelberg : Univ., Fachgruppe Wirtschaftswiss., 1975
- Cognitive decisions under partial information, Menges, Günter. – Heidelberg : Univ., Fachgruppe Wirtschaftswiss., 1975
- Triangulation der nach 11 Sektoren gegliederten Input-output-Tabellen der Länder der alten EWG Menges, Günter. – Heidelberg : Univ., Fachgruppe Wirtschaftswiss., 1974
- Die Produktionsstruktur von fünf EWG-Ländern, Menges, Günter. – Heidelberg : Univ., Fachgruppe Wirtschaftswiss., 1974
- Grundmodelle wirtschaftlicher Entscheidungen, Menges, Günter. – Opladen : Westdeutscher Verlag, 1974, 2., erw. Aufl.
- Economic decision making, Menges, Günter. – London : Longman Group, 1974
- A decision model for the determination of optimal statistical programmes, Louwes, Stephanus L.. – Heidelberg : Univ., Wirtschaftswiss. Fak., 1973
- Elemente einer objektiven Theorie des induktiven Verhaltens, Menges, Günter. – Heidelberg : Univ., Fachgruppe Wirtschaftswiss., 1973
- A-priori-Bewertung von Prognosen, Menges, Günter. – Heidelberg : Univ., Fachgruppe Wirtschaftswiss., 1973
- Measuring social utility and the substitution axiom, Menges, Günter. – Heidelberg : Univ., Wirtschaftswiss. Fak., 1972
- Semantische Information und statistische Inferenz, Menges, Günter. – Heidelberg : Univ., Fachgruppe Wirtschaftswiss., 1972
- Ökonometrische Untersuchungen über die Wirtschaft Maltas unter besonderer Berücksichtigung des Tourismus, Menges, Günter. – Meisenheim a. Glan : Hain, 1971
- Kapazitätsmodelle, Menges, Günter. – Weinheim[/Bergstr.] : Beltz, 1971
- Kapazitätsmodelle, Menges, Günter. – Saarbrücken : Univ. d. Saarlandes, 1970
- Grundmodelle wirtschaftlicher Entscheidungen, Menges, Günter. – Köln : Westdeutscher Verl., 1969
- Beiträge zur Unternehmensforschung, Würzburg : Physica-Verl., 1969
- Ökonometrische Bemerkungen zur touristischen Konjunktur, besonderers[!] im Hinblick auf die gegenwärtige Rezession in der Bundesrepublik Deutschland, Menges, Günter. – Aix-en-Provence : Univ. d'Aix-Marseille, Centre d'Etudes du Tourisme, Inst. d'Administration des Entreprises, 1968
- Wissenschaftliches und technisches Personal, Menges, Günter. – München : Gersbach, 1968
- Ökonometrische Untersuchungen der Preisentwicklung in der Bundesrepublik Deutschland Menges, Günter. – Düsseldorf : Verl. Stahleisen, 1968
- Bibliographie zur statistischen Entscheidungstheorie, Menges, Günter. – Köln : Westdeutscher Verl., 1968
- Entscheidung und Information, Frankfurt a.M. : Metzner, 1968
- Ökonometrische Prognosen, Menges, Günter. – Köln : Westdeutscher Verl., 1967
- Europäische Wirtschaftskunde, Menges, Günter. – Frankfurt a.M. : Klostermann, 1962, Als Ms. gedr.
- Ökonometrie, Menges, Günter. – Wiesbaden : Betriebswirtschaftl. Verl. Gabler, 1961
- Ökonometrie, Menges, Günter. – Wiesbaden : Betriebswirtschaftl. Verl. Gabler, 1961
- Wachstum und Konjunktur des deutschen Fremdenverkehrs 1913 bis 1956, Menges, Günter. – Frankfurt a.M. : Kramer in Komm., 1959
- Stichproben aus endlichen Gesamtheiten, Menges, Günter. – Frankfurt a.M. : Klostermann, 1959
- Die sozialen Merkmale der deutschen Handwerker in der Gegenwart, Menges, Günter. – Frankfurt a.M. : Institut f. Handwerkswirtschaft an d. Universität, 1959
- Umsatz, Betriebsgrösse und Betriebsdichte des deutschen Handwerks in der Gegenwart, Menges, Günter. – Frankfurt a.M. : Inst. f. Handwerkswirtschaft an d. Universität, 1958
- Struktur und Einkommensverhältnisse des deutschen Handwerks in der Gegenwart, Menges, Günter. – Frankfurt a.M. : Institut f. Handwerkswirtschaft an d. Universität, 1958
- Löhne und Gehälter nach den beiden Weltkriegen, Menges, Günter. – Meisenheim/Glan : Hain, 1958
- Methoden und Probleme der deutschen Fremdenverkehrsstatistik, Menges, Günter. – Frankfurt am Main : Institut f. Fremdenverkehrswissenschaft an d. Johann Wolfgang Goethe-Univ., 1955
- Probleme und Methoden der deutschen Fremdenverkehrsstatistik Menges, Günter. – [Frankfurt/Main], [1954]
- Der Fremdenverkehr in Frankfurt am Main während der beiden Messen und der Automobilausstellung im Jahre 1953
- Menges, Günter. – Frankfurt/M. : Institut f. Fremdenverkehrswissensch. a.d. Johann Wolfgang Goethe- Universität, 1954
- Main concepts of game and decision theory, Menges, Günter. – Heidelberg : Univ., Wirtschaftswiss. Fakultät.
- Grundriss der Statistik, Menges, Günter. – Opladen : Westdeutscher Verlag
- Grundriss der Statistik, Menges, Günter. – Köln : Westdeutscher Verl.